# Granica fińsko-norweska
Granica fińsko-norweska – to granica międzypaństwowa, ciągnąca się na długości 736 km  od trójstyku ze Szwecją (Treriksröset) na zachodzie do trójstyku z Rosją na wschodzie.
Na odcinku 256 km górnego biegu, między miejscowościami Utsjoki w Finlandii oraz Karasjok i Deatnu Tana w Norwegii granicę stanowi koryto rzeki Tana.